# Idaea griseinitens
Idaea griseinitens là một loài bướm đêm trong họ Geometridae.